# Gregory Olsen
Gregory Hammond "Greg" Olsen (Brooklyn, New York, 20. travnja 1945.) je američki poduzetnik i znanstvenik najpoznatiji po tome što je u kolovozu 2005. postao treća osoba u povijesti koja je sama platila svoj put u svemir (svemirski turist).
Olsen je suosnivač i predsjednik tvrtke Sensors Unlimited Inc., koja razvija optoelektroničke uređaje kao što su osjetljive kamere za snimanje u bliskom-infracrvenom i kratkovalnom infracrvnom dijelu spektra. Jedan od važnijih klijenata njegove tvrtke je i NASA.
Olsen je trenutno predsjednik "GHO Ventures, LLC" iz Princeton, New Jersey, gdje se, između ostalog, bavi i populariziranjem znanosti i tehnologije kod djece. 

## Mladost i obrazovanje
Olsen je diplomirao 1962. na Ridgefield Park High School u gradu Ridgefield Park, New Jersey. Nakon što su ga učitelji "otpisali" zbog loših ocjena u višoj školi, Olsen je planirao prijaviti se u vojsku, no kasnije se ipak prebacio na koledž, koji je završio s magna cum laude, uz višestruke diplome sa sveučilišta Fairleigh Dickinson. Kasnije je doktorirao na sveučilištu Virginia.

## Let u svemir
Olsen je u svemir poletio u sklopu misije Soyuz TMA-7, 1. listopada 2005., a na Međunarodnu svemirsku postaju stigao 2 dana kasnije. Na Zemlju se vratio 10. kolovoza s letjelicom Soyuz TMA-6.
Olsen je time postao treća osoba u povijesti koja je sama platila svoje putovanje na Međunarodnu svemirsku postaju, nakon što su to prije njega učinili amerikanac Dennis Tito (2001.) i južnoafrikanac Mark Shuttleworth (2002.). Sva su trojica svoje putovanje organizirali preko tvrtke Space Adventures, Ltd. koja se bavi organizacijom privatnih letova u svemir.
Gregory Olsen je, kao i neki drugi "svemirski turisti", izrazio neslaganje s korištenjem naziva "svemirski turist", uz obrazloženje da je on za vrijeme svojeg boravka na Međunarodnoj svemirskoj postaji obavio i nekoliko znanstvenih eksperimenata iz područja daljinskog mjerenja  i astronomije. Prilikom jedne neformalne prezentacije, Gregory Olsen je procijenio troškove svojeg leta u svemir na 20 milijuna dolara.

## Suradnja s hrvatskim astronomima
Gregory Olsen je jedan od trojice astronauta koji je najavio dolazak u Split 24. – 26. kolovoza na međunarodni forum "Ljudski boravak u svemiru" koji se održava u sklopu Dalmatinskog Svemirskog Ljeta

## Poveznice
- Međunarodna svemirska postaja

## Vanjske poveznice
- (engl.) 'Space tourist' blasts off to ISS – BBC, 1 October 2005
- (engl.) 'Space tourist' arrives at Space Station – BBC, 3 October 2005
- (engl.) Trek to Space Station Is 'A Dream Come True'
- (engl.) Spacefacts biography of Gregory Olsen
- (engl.) Pictures and narrative of the Soyuz TMA-7 launch